# Senado de la República Checa
El Senado del Parlamento de la República Checa es la cámara alta del Parlamento checo, la institución depositaria del poder legislativo en este país. Su sede se encuentra dividida en diversos palacios de Praga, si bien la principal de todas se ubica en el Palacio Wallenstein de esta ciudad.
La cámara está compuesta por 81 senadores elegidos para un mandato de seis años y que se renuevan por tercios cada dos. Su elección se reparte en circunscripciones uninominales, por lo que el sistema de elección es mayoritario y se realiza en una o dos vueltas, dependiendo de si el candidato ha alcanzado o no la mayoría absoluta de los votos emitidos. 
El Senado elige un presidente y cuatro vicepresidentes que se encargan de dirigir las sesiones, impulsar la agenda parlamentaria y representar a la institución. Esta presidencia, que es la segunda autoridad institucional del país, está auxiliada por los servicios técnicos de una cancillería. Los diputados, que se adscriben a grupos parlamentarios en función de su ideología política, trabajan repartidos en comisiones especializadas.
El Senado, que tiene la facultad de iniciativa legislativa, dispone también de un poder de veto suspensivo para los proyectos aprobados en la Cámara, que sólo puede ser levantado por mayoría absoluta de ésta.